# 758
Évszázadok: 7. század – 8. század – 9. század
Évtizedek: 700-as évek – 710-es évek – 720-as évek – 730-as évek – 740-es évek – 750-es évek – 760-as évek – 770-es évek – 780-as évek – 790-es évek – 800-as évek
Évek: 753 – 754 – 755 – 756 –  757 – 758 – 759 – 760 – 761 – 762 – 763

## Események

### Európa
- Liutprand beneventói herceg fellázad Desiderius longobárd király ellen és Kis Pippin frank királynak szándékozik hűségesküt tenni. Desiderius legyőzi Liutprandot és annak fiát, II. Arechist ülteti a hercegi a trónra, valamint hogy biztosítsa lojalitását, hozzáadja feleségül a lányát, Adelpergát.
- Desiderius elűzi a spoletói Alboint is, aki az előző évben királyi engedély nélkül, a nemesek választása alapján került a hercegség élére és szintén Kis Pippin felé tapogatódzik. A király maga foglalja el a hercegi trónt (akárcsak elődje, Aistulf).
- A wessexi Cynewulf kihasználja a merciai belviszályt és elfoglalja Berkshire-t.
- Eadberht northumbriai király lemond a trónról fia, Oswulf javára és egy yorki kolostorba vonul vissza.
- Meghal Swithred essexi király, utóda I. Sigeric.

### Észak-Afrika
- Ifríkijában ibádita fanatikusok kikiáltják az egyházi államot (imamátust), elfoglalják a tartomány fővárosát, Kairuánt és mészárlást rendeznek a háridzsita muszlim lakosok között.

### Kelet-Ázsia
- A kínai Tang-dinasztia hadserege beszorítja a lázadó, magát császárnak kikiáltó An Csing-hszüt Jecseng városába. A lázadók megpróbálnak kitörni, de visszaverik őket, eközben elesik An Csing-hszü fivére is.
- Perzsa zsoldosok és arab kereskedők kifosztják Kantont.
- Japánban Kóken császárnő lemond a trónról Dzsunnin (Tenmu császár unokája) javára.

## Születések
- Niképhorosz, V. Kónsztantinosz bizánci császár fia
- I. Niképhorosz, konstantinápolyi pátriárka
- Szakanoue no Tamuramaro, japán sógun
- Hitvalló Szent Theophanész, bizánci szerzetes és történetíró

## Halálozások
- Swithred, essexi király

## Fordítás
- Ez a szócikk részben vagy egészben  a(z)   758 című angol Wikipédia-szócikk ezen változatának fordításán alapul.  Az eredeti cikk szerkesztőit annak laptörténete sorolja fel. Ez a jelzés csupán a megfogalmazás eredetét és a szerzői jogokat jelzi, nem szolgál a cikkben szereplő információk forrásmegjelöléseként.